# Masculinité toxique
La masculinité toxique est un concept utilisé en psychologie et dans les études sur le genre en référence à certaines normes du comportement masculin qui ont un impact négatif sur la société et sur les hommes eux-mêmes. Les stéréotypes traditionnels dépeignant les hommes comme socialement dominants, accompagnés de traits liés comme la misogynie et l'homophobie, peuvent être considérés comme « toxiques » en raison de leur promotion de la violence, incluant l'agression sexuelle et la violence domestique. D'autres traits masculins stéréotypés, tels que l'autonomie et la répression des émotions, peuvent être mis en corrélation avec l'augmentation des problèmes psychologiques chez les hommes tels que la dépression, l'augmentation du stress, et l'abus de substances.
Les traits masculins toxiques sont caractéristiques du code tacite de comportement chez les hommes dans les prisons aux États-Unis, où ils existent en partie en tant que réponse à la rudesse des conditions de vie en prison. Des chercheurs affirment que les rapports sociaux des garçons normalisent souvent la violence, comme l'illustre l'expression « boys will be boys » (« les garçons resteront des garçons ») fréquemment employée lorsqu'il est question de harcèlement et d'agressivité.
D'autres traits traditionnellement masculins tels que le dévouement au travail, la fierté d'exceller dans les sports, et de pourvoir aux besoins de sa famille, ne sont pas considérés comme « toxiques ». Le concept de masculinité toxique était à l'origine utilisé par des auteurs associés au mythopoetic men's movement, en contraste avec une masculinité « vraie » ou « profonde » avec laquelle les hommes auraient perdu le contact dans la société moderne.

## Aperçu

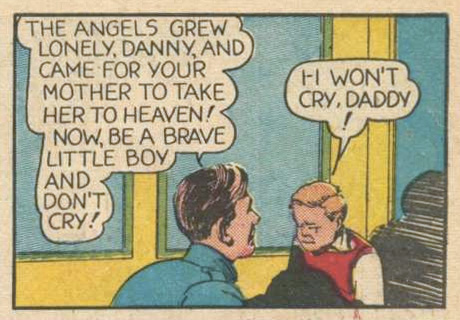
Selon la théorie de l'apprentissage social, apprendre aux garçons à réprimer les émotions de vulnérabilité, comme dans l'expression « big boys don't cry », est une partie importante de la différenciation des genres dans la société occidentale

En psychologie, la « masculinité toxique » se réfère à des normes masculines culturelles traditionnelles dans toutes les sociétés du monde, qui peuvent être nocives pour les hommes, les femmes et la société dans son ensemble[réf. nécessaire]. Le concept de masculinité toxique n'est pas destiné à diaboliser les hommes ou les attributs masculins, mais tend plutôt à mettre en évidence les effets nocifs de la conformité à certains idéaux traditionnels des comportements masculins tels que la domination, l'autosuffisance, et la compétition,,. La masculinité toxique est définie par l'adhésion aux rôles de genre masculins traditionnels, ce qui inclut la pression sociale incitant les hommes à lutter pour être dominants (modèle du « mâle alpha »), et la restriction des types d'émotions qu'il est acceptable d'exprimer, pour les garçons et les hommes, à l'agressivité et à la colère principalement. Les attentes contemporaines liées à la masculinité peuvent produire des effets « toxiques » tels que de la violence (y compris les agressions sexuelles et la violence domestique), des « excès sexuels » (promiscuité), des comportements excessivement risqués et/ou socialement irresponsables, tels que l'abus de substances, et un certain dysfonctionnement[précision nécessaire] dans les relations.
Dans le contexte des études de genre, Raewyn Connell argumente que des pratiques toxiques telles que la violence physique peuvent servir à renforcer la domination des hommes sur les femmes. Elle argumente que de telles pratiques sont un élément marquant de ce qu'elle appelle l'hégémonique de la masculinité, bien que ne faisant pas toujours partie des caractéristiques qui la définissent. Terry Kupers, de l'Institut Wright, école de psychologie, définit la « masculinité toxique » comme étant « la constellation des traits masculins socialement régressifs qui servent à promouvoir la domination, la dévalorisation des femmes, l'homophobie et de la violence gratuite »,. Selon Kupers, la « masculinité toxique » permet de définir les aspects de « masculinité hégémonique » qui sont socialement destructeurs, « tels que la misogynie, l'homophobie, la cupidité et la domination violente ». Ces traits sont en contraste avec les aspects plus positifs de masculinité comme « la fierté dans [sa] capacité à exceller dans le sport, à maintenir la solidarité avec un ami, à réussir au travail, ou à pourvoir aux besoins de [sa] famille ».
Les normes masculines dites toxiques font partie intégrante de la vie des hommes dans les prisons aux États-Unis, où elles se reflètent à la fois dans le comportement du personnel et des détenus. L'autosuffisance extrême, la domination des autres hommes par la violence, et la capacité à éviter toute apparence de féminité ou de faiblesse, sont les qualités qui fondent un code tacite parmi les détenus,. La répression des émotions de vulnérabilité est souvent adoptée dans le but de faire face à la dureté des conditions de vie en prison, à savoir la punition, l'isolement social, et de l'agressivité. Ces facteurs sont susceptibles de jouer un rôle dans le suicide chez les détenus de sexe masculin,.
Le harcèlement des garçons par leurs pairs et la violence familiale vécue par les garçons à la maison peuvent également être des expressions de masculinité toxique. La socialisation des garçons, souvent violente, produit un traumatisme psychologique par le biais de la promotion de l'agression et du manque de relations interpersonnelles. Un tel traumatisme est souvent négligé, comme l'illustre l'expression « boys will be boys » (« les garçons resteront des garçons ») fréquemment employée lorsqu'il est question de harcèlement ou d'agressivité. La promotion des rôles masculins idéalisés mettant l'accent sur la dureté, la domination, l'autosuffisance, et la répression des émotions peut commencer dès la petite enfance. De telles normes sont transmises par les parents, d'autres membres de la famille de sexe masculin, et des membres de la communauté,. Les représentations médiatiques de la masculinité à la télévision ou sur des sites tels que YouTube favorisent souvent des rôles de genre stéréotypés similaires.

## Effets sur la santé
Les hommes qui adhèrent aux normes culturelles traditionnellement masculines, telles que la prise de risque, la violence, la domination, la primauté du travail, le dédain de l'homosexualité, la nécessité du contrôle des émotions, le désir de gagner, et la recherche d'un statut social élevé, ont tendance à être plus susceptibles d'éprouver des problèmes psychologiques tels que la dépression, le stress, des problèmes de perception de leur corps, l'abus de substance, et des comportements sociaux inadaptés. L'effet tend à être plus fort chez les hommes qui adhèrent également aux normes masculines « toxiques », telles que l'autosuffisance, la recherche de pouvoir sur les femmes, et la promiscuité sexuelle,.
La valeur sociale de l'autosuffisance a diminué au fil du temps, alors que la société moderne nord-américaine se déplaçait de plus en plus vers l'interdépendance. L'autosuffisance liée à l'étouffement de l'expression des émotions peut nuire à la santé mentale, en rendant les hommes moins prompts à demander une aide psychologique ou à développer la capacité de gérer les émotions difficiles. Des recherches préliminaires suggèrent que la pression culturelle poussant les hommes vers le stoïcisme et l'autosuffisance peut également raccourcir leur espérance de vie en les rendant moins susceptibles de discuter de leurs problèmes de santé avec leur médecin,.
La « masculinité toxique » jouerait également un rôle dans des problèmes de santé publique, comme la transmission du VIH et d'autres infections sexuellement transmissibles, tel que cela a été étudié en identifiant des comportements sexuels de « chasseur de trophées » chez 69 jeunes hommes étudiants au Zimbabwe .

## Les mouvements masculins
Certains auteurs associés au mythopoetic men's movement considèrent les pressions sociales demandant aux hommes d'être violents, compétitifs, indépendants, et insensibles comme une forme « toxique » de la masculinité, par opposition à une masculinité « vraie » ou « profonde »[précision nécessaire] avec laquelle, selon eux, les hommes ont perdu le contact dans la société moderne.,. L'universitaire Shepherd Bliss a proposé un retour à l'agrarisme comme une alternative à la « masculinité potentiellement toxique » de l'éthique du guerrier. Pour Michael Kimell, Shepherd Bliss s'inscrit dans le mythopoetic men's movement qui rejette la « masculinité toxique » tel que décrite par le mouvement féministe :

« Ainsi Shepherd Bliss, par exemple, proteste contre ce qu'il appelle « masculinité toxique » — qu'il pense responsable de la plupart des maux du monde —  et proclame la bonté méconnue des hommes qui combattent les feux, labourent la terre, entretiennent leur famille »

— Kimell, The Politics of Manhood
Le psychiatre Frank Pittman a décrit les différents effets nocifs des normes masculines traditionnelles sur les hommes, suggérant que ceux-ci incluent une espérance de vie plus courte, de plus grands risques de mort violente et de maladies telles que le cancer du poumon et la cirrhose du foie. Il soutient que cette « masculinité toxique » trouve son origine dans l'éducation des garçons par des femmes en l'absence de modèles masculins. L'auteur féministe John Stoltenberg, au contraire, approche la « masculinité toxique » d'un point de vue antimasculiniste[pas clair].